# Soudeur

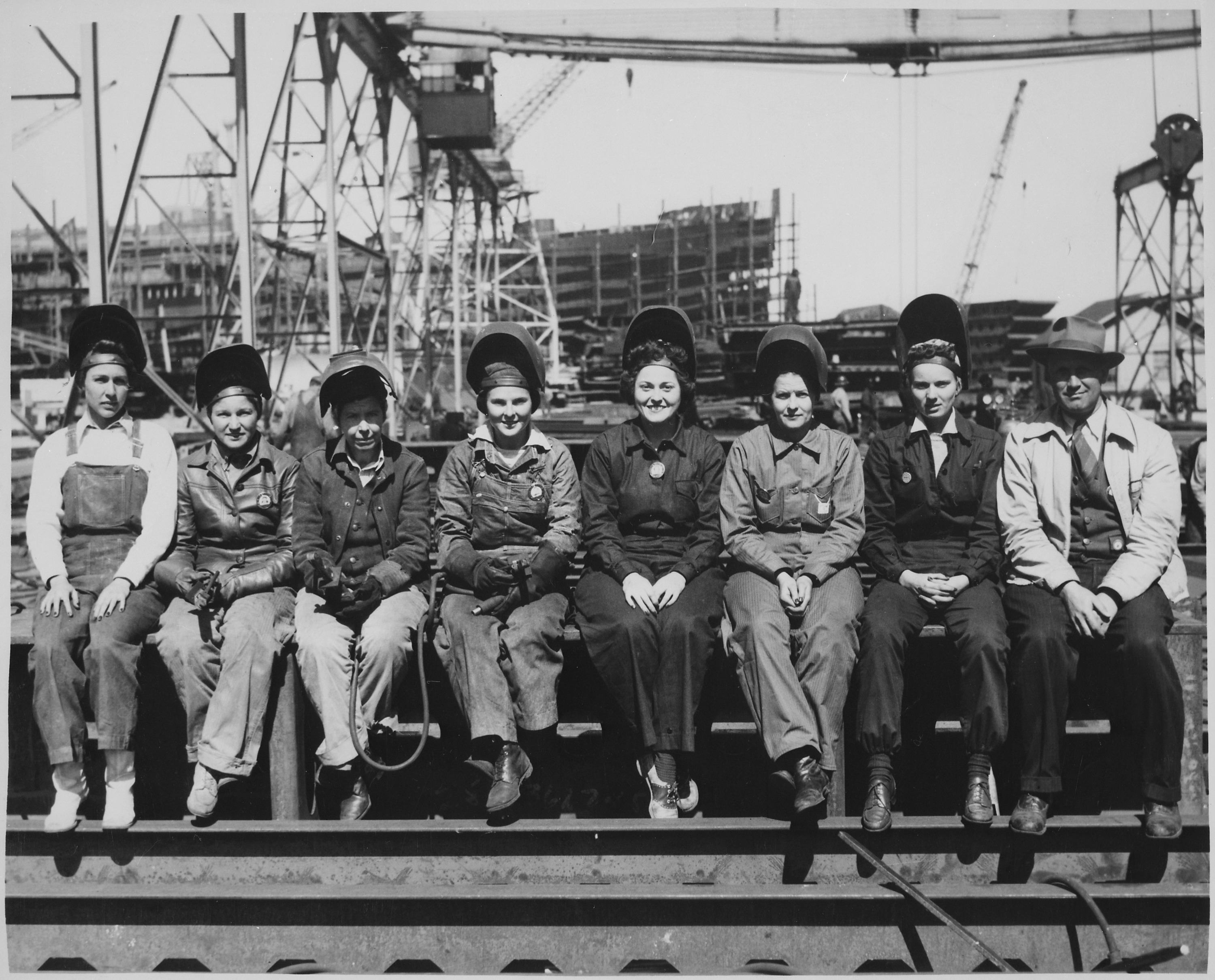
Des soudeuses de la compagnie Ingalls à Pascagoula, dans le Mississippi aux États-Unis.

Un soudeur ou une soudeuse est une personne qui fusionne des matériaux. Le terme soudeur fait référence à l'opérateur, la machine est appelée poste à souder. Les matériaux à assembler peuvent être des métaux (tels que l'acier, l'aluminium, le laiton, l'acier inoxydable, etc.) ou des variétés de plastique ou de polymère. Les soudeurs doivent généralement avoir une bonne dextérité et attention aux détails, ainsi que des connaissances techniques sur les matériaux à assembler et les meilleures pratiques dans le domaine.

## Histoire
L'histoire du soudage est liée notamment à l'histoire de la métallurgie, et son origine remonte à l'âge du bronze.
Jusqu'au Moyen Âge, l'art des chaudronniers et forgerons s'est développé et plusieurs objets en fer ont été produits en utilisant la technique du martelage / soudage. Jusqu’au milieu du XIXe siècle, les procédés de soudage évoluent peu, c'est vers 1850 qu'on commence à se servir du gaz pour chauffer les métaux à souder.
À la fin XIXe siècle, de nouveaux procédés sont mis en œuvre, tels que le soudage oxyacétylénique, le soudage aluminothermique, le soudage à l’arc électrique, le soudage par résistance. Tous ces procédés connaîtront leur essor industriel vers 1920.
À partir de 1950, de nouveaux procédés sont mis au point, tels que le soudage par faisceau d'électrons, le soudage par faisceau laser, le soudage par impulsion magnétique, et le soudage par friction malaxage.

## Activités
Le soudage est un procédé d'assemblage permanent qui assure la continuité de la matière à assembler ; la soudure est le résultat obtenu (mais le terme est souvent utilisé pour le procédé). Cette continuité est ce qui distingue le soudage d'autres techniques d'assemblage mécaniques (rivetage, boulonnage, agrafage…) ou par adhésion (collage), ainsi que les techniques de brasage. La soudure est l'activité principale du métier de soudeur, et, pour les assemblages métalliques, fait appel au savoir technique du métallurgiste et de l'étude de la physique des plasmas (pour les procédés impliquant une flamme ou un arc électrique).
L'opération peut être appliquée aux métaux ainsi qu'aux matières thermoplastiques (voir soudage de plastiques et Épissure de fibres optiques) et au bois (voir soudage du bois).
Dans le cas des métaux, cette continuité est réalisée par fusion à l'échelle de l'édifice atomique. Bien qu'un soudage puisse être lentement réalisé par les forces interatomiques et la diffusion entre des pièces métalliques mises entièrement en contact suivant des surfaces parfaitement compatibles et exemptes de toute pollution, en pratique le soudage fait intervenir une énergie d'activation pour réaliser rapidement la continuité recherchée, énergie thermique apportée par une combustion ou par l'électricité pour qu'au niveau de la soudure le métal atteigne son point de fusion.
Pour tous les procédés utilisant un arc électrique (ou un plasma lui même issu d'un arc électrique), l'outil servant à générer le courant ou la tension est communément appelé un poste à souder.
Les soudeurs possédant une expertise dans le soudage de cuves sous pression, notamment les coques de sous-marins, les chaudières industrielles et les échangeurs de chaleur et les chaudières des centrales électriques, sont généralement appelés chaudronniers-soudeurs.

## Équipements

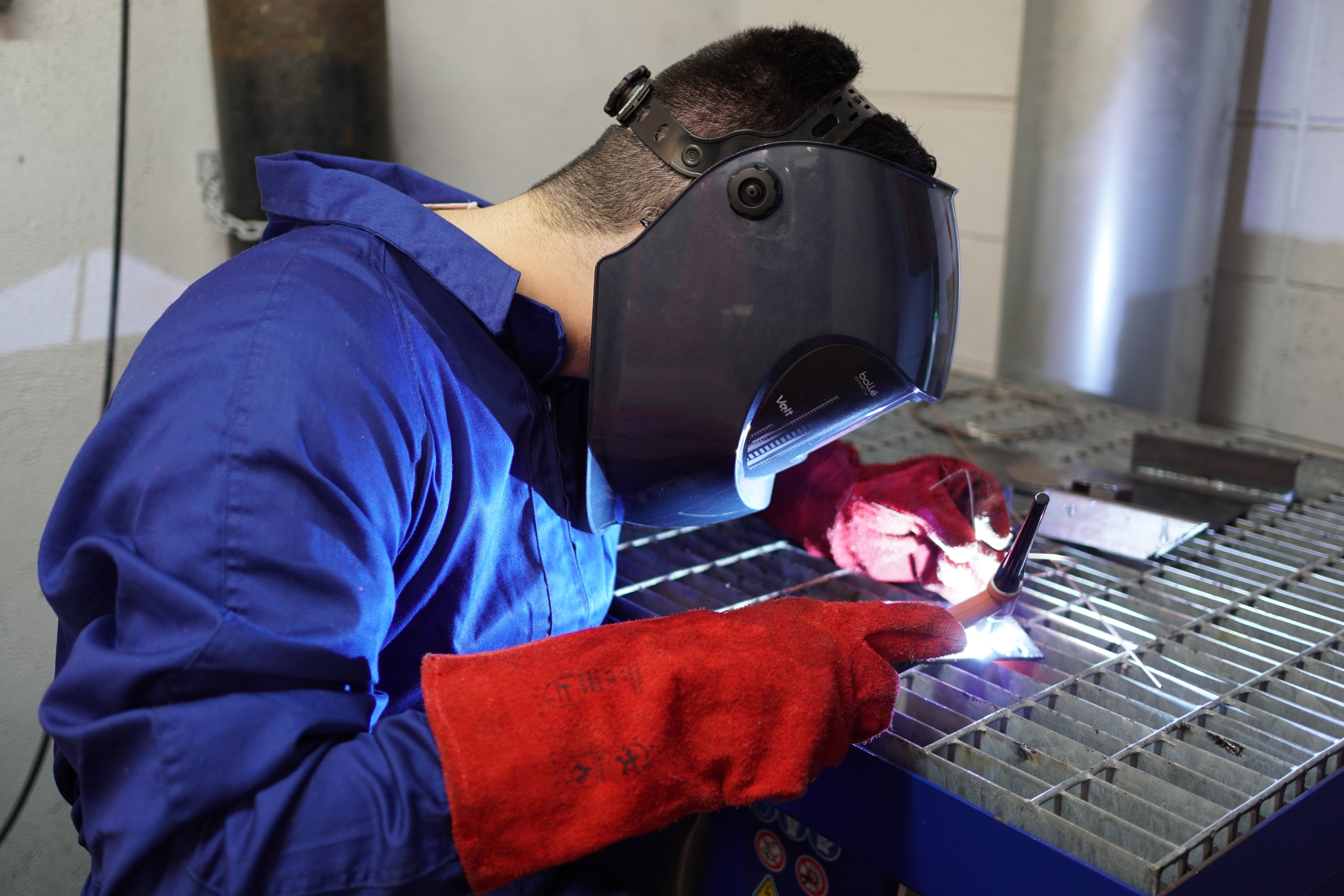
Soudeur équipé d'EPI (casque de soudure, gants).

Les équipements d'un soudeur comprennent notamment :
- Casque de soudure, masque protégeant le porteur des dangers de la soudure, particulièrement sa lumière intense ;
- Chaussures de sécurité ;
- Poste à souder, générateur de courant ou de tension électrique pour les opération de soudage utilisant un arc électrique ;
- Vêtements protecteurs et gants contre la chaleur.

## Des problèmes de sécurité
Le soudage, sans les précautions appropriées au processus, peut être une pratique dangereuse (à court ou à long terme). Cependant, grâce à l’utilisation de nouvelles technologies et à une protection adéquate, les risques de blessures et de décès associés au soudage peuvent être considérablement réduits.

### Brûlures

Étant donné que de nombreux procédés de soudage courants impliquent un arc électrique ouvert ou une flamme nue (qui n'est pas confinée), le risque de brûlure est important.
Pour les éviter, les soudeurs portent un équipement de protection individuelle sous la forme de gants en cuir épais et de vestes de protection à manches longues pour éviter toute exposition à une chaleur extrême, aux flammes, et aux projections de métal en fusion.

### Rayonnement

La zone de soudure dégage souvent une forte luminosité, notamment dans les rayonnements de l'arc électrique (soudage à l'arc). Les rayonnements peuvent être de plusieurs types, selon leur longueur d'onde :
- Les rayonnements UV brûlent certaines matières organiques, ils désintègrent les tissus de coton, une brève exposition peut provoquer un érythème de la peau caractérisé par des brûlures pouvant atteindre le troisième degré. Leur action sur l'œil est particulièrement nocive, ils provoquent la conjonctivite, communément appelée « coup d'arc » et peuvent entraîner une pathologie appelée photokératite dans laquelle la lumière ultraviolette provoque une inflammation de la cornée et peut brûler la rétine des yeux.
- Les rayonnements infrarouges provoquent l'opacité du cristallin (cuisson de l'œil à froid) et à terme, la cataracte.
- Les rayonnements situés dans le spectre visible provoquent un éblouissement suivi d'une période de fatigue visuelle. Ces rayonnements sont beaucoup plus intenses dans les procédés de soudage à arc nu sans laitier de protection comme dans les procédés TIG et MIG par exemple. Les rayonnements réfléchis sont aussi dangereux et plus insidieux que les rayonnements directs de sorte que les personnes situées aux alentours du poste de soudage peuvent être affectées.

Des casques de soudage intégraux avec des plaques frontales sombres sont portés pour éviter cette exposition, et des modèles de casques ont été produits avec une plaque frontale qui s'assombrit automatiquement lors d'une exposition à de grandes quantités de lumière UV.
Pour protéger les personnes présentes, des rideaux de soudage opaques entourent souvent la zone de soudage. Ces rideaux, constitués d'un film plastique en chlorure de polyvinyle, protègent les travailleurs à proximité de l'exposition aux rayons UV de l'arc électrique, mais ne doivent pas être utilisés pour remplacer le verre filtrant utilisé dans les casques,.

### Gaz et fumées

#### Inhalation de gaz et fumées

Les soudeurs peuvent être exposés à l'inhalation de particules et de gaz dangereux, tels que l'ozone, les oxydes d'azote et les fumées de soudage (vapeurs métalliques, micro et nanoparticules de métal). Ainsi des processus tels que le « fil-fourré » et le soudage à l'arc produisent de la fumée contenant des particules de divers types d'oxydes, et de nombreux procédés de soudage produisent des fumées et divers gaz, le plus souvent du dioxyde de carbone et de l'ozone.
L'inhalation des fumées peut entraîner des problèmes médicaux comme la fièvre des fondeurs. La taille des particules en question a tendance à influencer la toxicité des fumées, les particules plus petites présentant un plus grand danger. Les métaux en particulier peuvent pénétrer dans les poumons et de là passer dans le sang. Cela peut provoquer de graves troubles de la santé si des moyens efficaces de ventilation et d'aspiration des fumées et des gaz ne sont pas mis en place. Le Centre international de recherche sur le cancer (CIRC) a classé les fumées de soudage dans le groupe 1 des agents cancérogènes avéré pour l'homme depuis 2017. De fait un certain nombre de composés cancérogènes ont été mis en évidence lors des opérations de soudage, en particulier le chrome hexavalent lors du soudage d'alliages inoxydables contenant une forte quantité de chrome.
On a aussi constaté que les gaz et fumées de soudage pouvaient affecter le système olfactif ; dans une étude faite par des chercheurs de l’université de Pennsylvanie publiée début 2008 dans la revue américaine Neurology, lors d'un test de reconnaissance des odeurs, 88 % de 43 soudeurs (employés à la maintenance des ponts de la région de San Francisco) ont obtenu des scores très inférieurs à ceux des sujets « témoin ». 7 % avaient même totalement perdu leur odorat. Près de 50 % des salariés testés n'avaient pas même remarqué qu'ils avaient perdu une partie de leur capacité olfactive, bien que celle-ci soit aussi souvent accompagnée d'une perte du sens du goût. Ceci est un danger supplémentaire pour des professionnels qui ne réagissent plus (ou mal) à l'odeur des incendies, émanations de fumée, moisissures ou fuite de gaz ou de polluants toxiques.
Après l’ingestion d’un produit toxique, ou après l'inhalation de fumées dégagées pendant une opération de soudage, il a pu être conseillé, dans le passé, de boire du lait. Cette pratique est fortement déconseillée car elle aggrave l'intoxication, par exemple en faisant descendre dans l'estomac les éventuels dépôts toxiques présents sur les muqueuses. En cas d'ingestion ou d'inhalation de produits ou de fumées toxiques, il ne faut pas boire de lait ou d’eau. En cas de symptômes graves, il faut appeler le centre antipoison le plus proche[réf. souhaitée].

### Risque d'explosion et et d'incendie

De plus, étant donné que l'utilisation de gaz comprimés et de flammes dans de nombreux procédés de soudage présente un risque d'explosion et d'incendie, certaines précautions courantes consistent à limiter la quantité d'oxygène (voir #Anoxie dans l'air et à éloigner les matériaux combustibles du lieu de travail.

### Asphyxie
L'utilisation de gaz de protection actif (exemple : CO2) ou inerte (exemple : azote ou argon) en milieu confiné (cuve ou fond de tranché) peut entrainer le remplacement progressif du dioxygène de l'atmosphère de travail par ces gaz irrespirables (souvent plus lourds). Comme pour les fumées de soudage, une ventilation adéquate ou le port d'un appareil respiratoire autonome peut pallier ce genre de situation. Mais un détecteur d'oxygène reste une solution pour prévenir le risque d'asphyxie et, après avoir ventilé le site, de pouvoir continuer la soudure.

### Électrisation

De nombreux soudeurs subissent de petites décharges électriques provenant de leur équipement. Parfois, les soudeurs peuvent travailler dans des environnements humides et surpeuplés et ils considèrent que cela fait « partie du travail ». Les soudeurs peuvent être électrocutés par des conditions défectueuses dans le circuit de soudage ou, par la pince du fil de travail, par un outil électrique mis à la terre qui se trouve sur l'établi (la pièce à travailler ou l'électrode).
Tous ces types de chocs proviennent de la borne de l’électrode de soudage. Ces chocs sont souvent mineurs et sont diagnostiqués à tort comme étant un problème lié à un outil électrique ou à l'alimentation électrique de la zone du soudeur. Cependant, la cause la plus probable est un courant de soudage vagabond qui se produit lorsque le courant provenant des câbles de soudage s'échappe dans la zone de travail du soudeur. Souvent, ce n'est pas un problème grave, mais dans certaines circonstances, cela peut être fatal au soudeur ou à toute autre personne se trouvant dans la zone de travail. Lorsqu'un soudeur ressent un choc, il doit prendre une minute pour inspecter les câbles de soudage et s'assurer qu'ils sont propres et secs et qu'il n'y a pas de fissures ou de rainures dans l'enveloppe en caoutchouc autour du fil. Ces précautions peuvent sauver la vie des soudeurs.

### Position

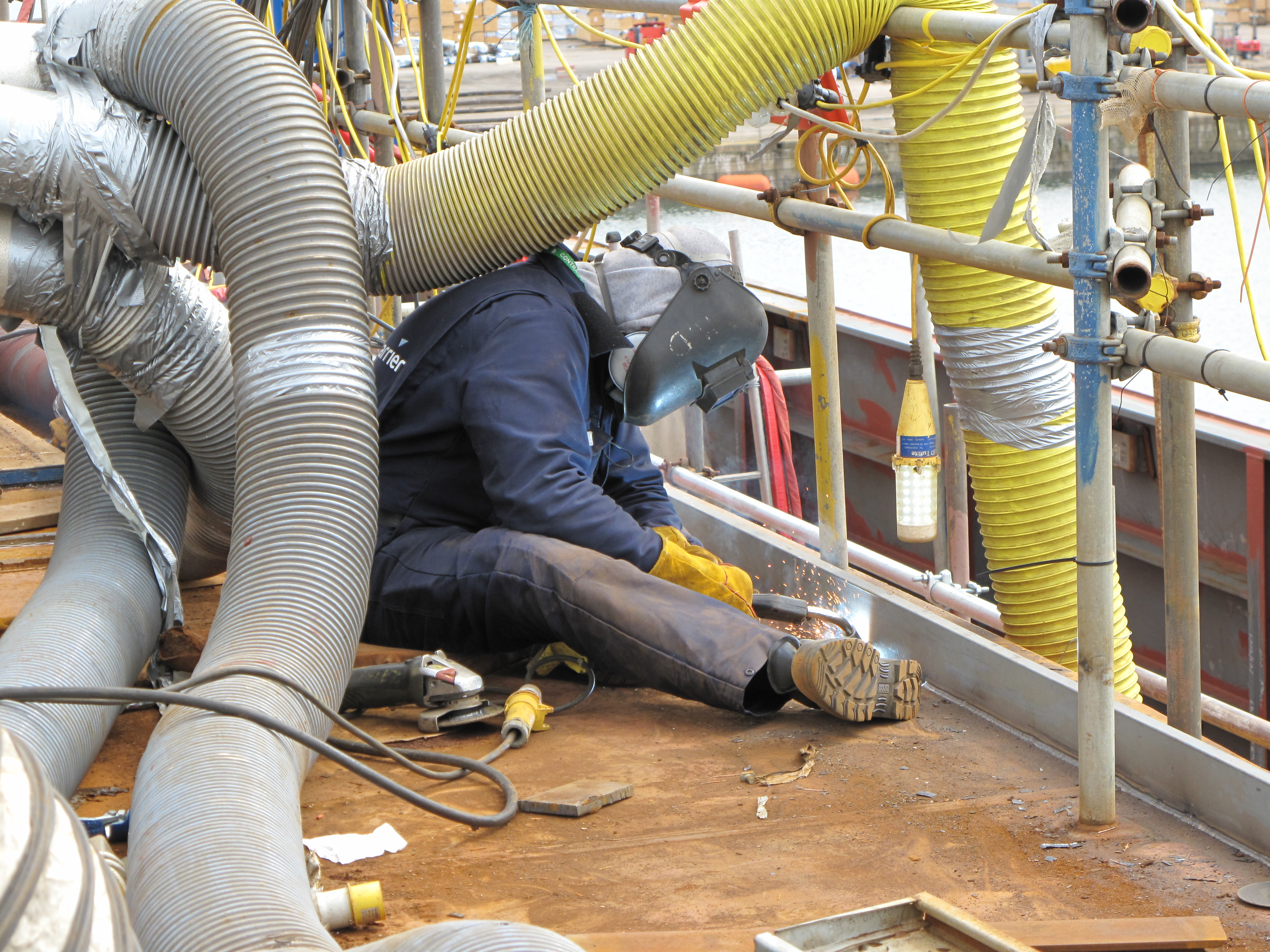
« Poste de travail » d'un soudeur sur un chantier naval (ici, construction du).

## Soudeurs et soudeuses notables

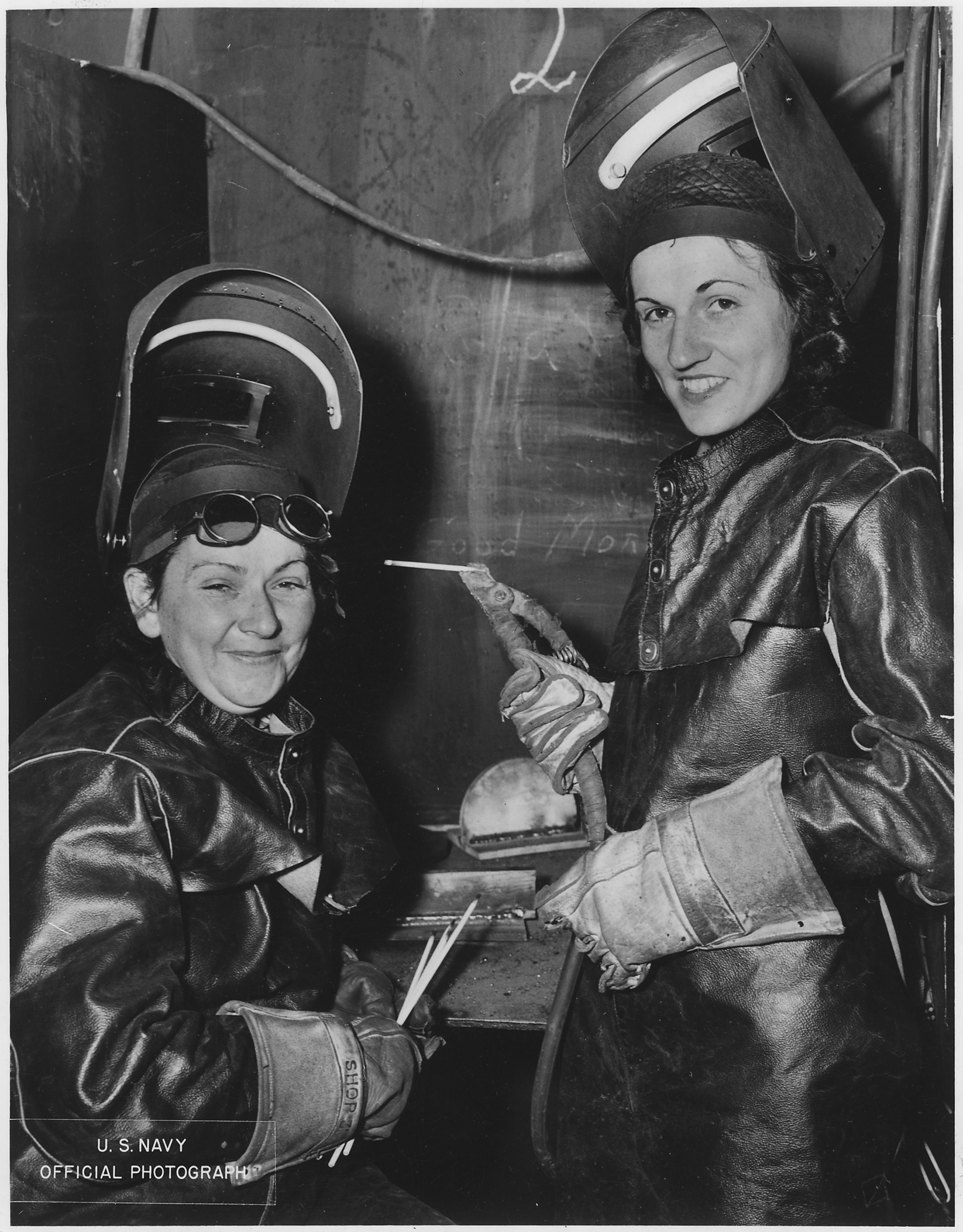
Les premières femmes à obtenir le niveau de Soudeuse Electrique 3e classe furent Alyce R. Sawyers (à gauche) et Josephine L. (à droite)

Les personnes notables qui sont ou ont été soudeurs ou soudeuses sont notamment :
- Anna Walentynowicz, syndicaliste polonaise, membre fondatrice du mouvement Solidarność en 1980 ;
- "Bella" Keyser, tisserande écossaise puis soudeuse de chantier naval, elle deviens une figure du féminisme en 1975 ;
- Barbara Parsons (en), sculptrice sur métal américaine, connue sous le nom Barbie the Welder ;
- Billy Connolly, comédien écossais, acteur, soudé dans un chantier naval dans sa jeunesse ;
- Bob Holly, lutteur professionnel américain semi-retraité (nom de scène : Hardcore Holly) ;
- Bob Marley, auteur-compositeur-interprète et guitariste jamaïcain, a été soudeur jusqu'en 1964;
- Christel Bergeron, artiste québécoise ;
- Edith Kent (en), première soudeuse britannique à bénéficier de l'égalité salariale durant la seconde guerre mondiale[12] ;
- Hattie Jacques, actrice britannique[13] ;
- Jesse G. James, entrepreneur, constructeur de véhicules personnalisés West Coast Choppers et personnalité de la télévision américaine ;
- Lyubov Stepanovna Repina (ru), soudeuse russe, héros du travail socialiste en 1960[14] ;
- Marvin Heemeyer, auteur du Granby Rampage, au cours duquel il a construit et exploité un bulldozer blindé Komatsu D355A surnommé « The Killdozer » ;
- Nellie Halstead, athlète britannique spécialiste du sprint, participe aux Jeux olympiques de 1932 et 1934 ;
- Paul Teutul senior, fondateur d'Orange County Choppers, fabrication de motos sur mesure ;
- Paul Teutul junior, copropriétaire d'Orange County Choppers, fabrication de motos personnalisées ;
- Ruth Medufia, soudeuse ghanéenne, répertoriée parmi les 100 femmes les plus influentes et les plus inspirantes pra la BBC en 2018[15] ;
- Sun Jingnan (zh), femme politique, représentante élu de République populaire de Chine en 2018 ;
- Stefan Löfven, Premier ministre de Suède ;
- Viola Fletcher, survivante du massacre de Tulsa en 1921 ;
- Werner Herzog, réalisateur allemand.

## Métiers apparentés
Les métiers apparentés au métier de soudeur sont notamment :
- Chaudronnier
- Métallier
- Plombier
- Serrurier
- Tuyauteur industriel